# ブトミル

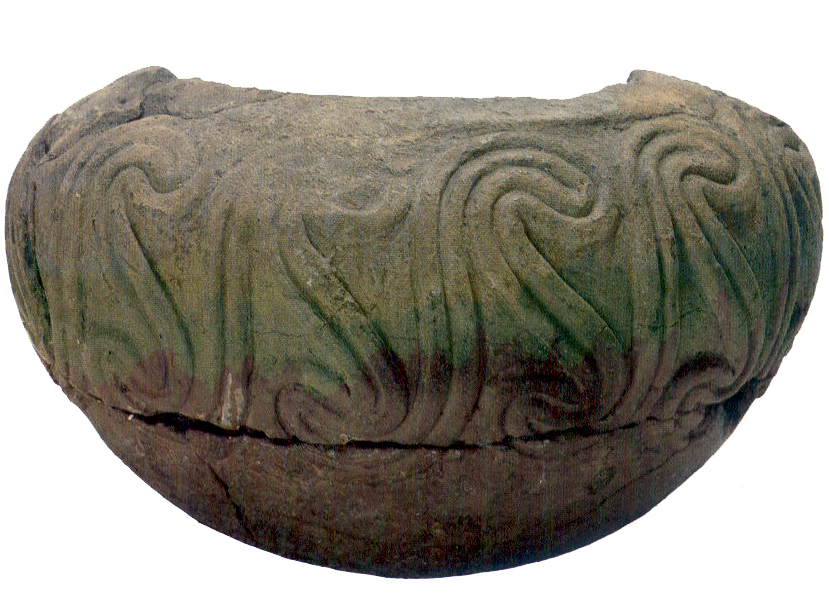
ブトミルで発見された遺物

ブトミル（ボスニア語:Butmir、クロアチア語:Butmir、セルビア語:Бутмир）は、ボスニア・ヘルツェゴビナの首都サラエヴォ郊外の地区で、サラエヴォ県・イリジャ自治体に含まれる。小さな集落であるが、ブトミル文化の名の元となった地名としてよく知られている。
地質的には、ブトミル地区には燧石が豊富である。地区を流れる小川は、イリジャ中心部でジェリェズニツァ川（Željeznica）に合流している。地区の西にはイリジャが近接しており、またサラエヴォは北東にあたる。サラエヴォとブトミルの間には、ボスニア・ヘルツェゴビナ最大の国際空港であるサラエヴォ国際空港がある。
ブトミル地区は、新石器時代にさかのぼる考古学的発見によって良く知られるようになった。およそ4千5百年前に、この地に人々が居住し、築き上げた独自の文化はブトミル文化と呼ばれている。

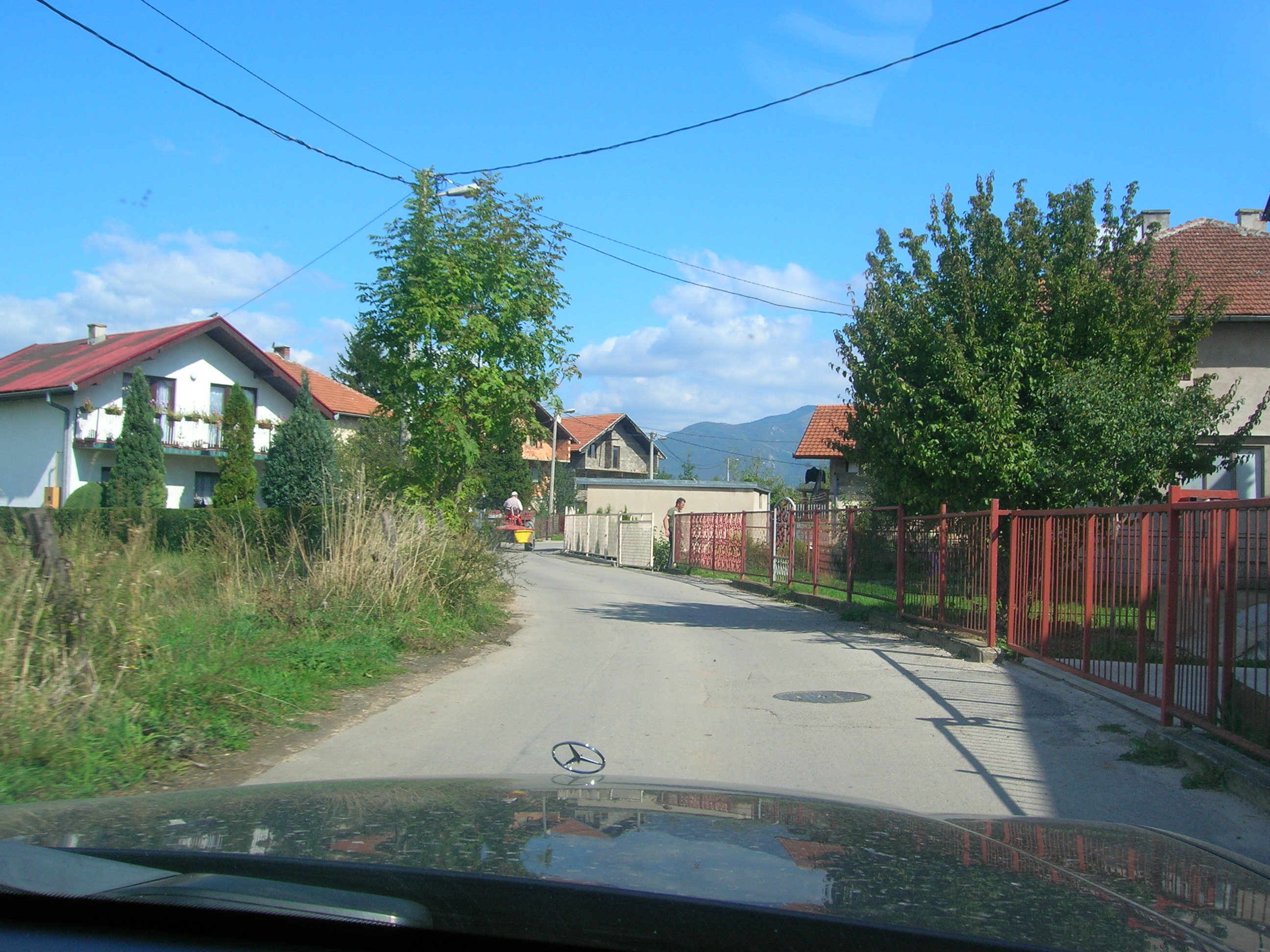
現在のブトミル地区の様子

ブトミルには北大西洋条約機構（NATO）の重要な訓練基地が築かれている。ブトミル訓練基地は2005年4月に、アメリカ合衆国を含む12箇国によって開設された